# Capilla de la Providencia

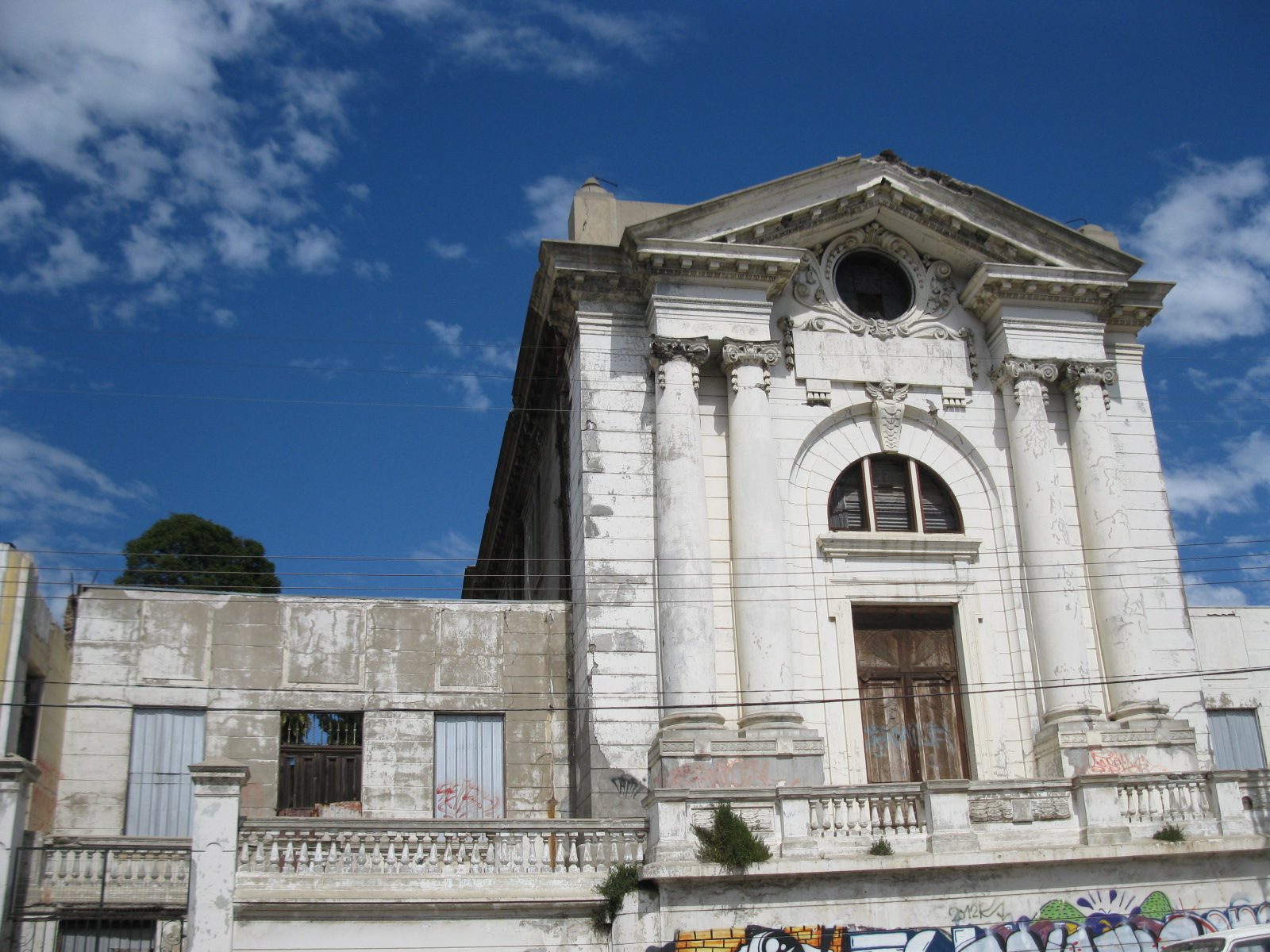
Fachada de la Capilla de la Providencia.

La Capilla de la Providencia es un templo católico ubicado a los pies del cerro Merced, en El Almendral, plan de la ciudad de Valparaíso, Chile. Inaugurada el 4 de julio de 1920, pertenece a la Congregación de las Hermanas de la Providencia. Fue declarada Monumento Nacional de Chile, en la categoría de Monumento Histórico, mediante el Decreto Exento n.º 355, del 20 de mayo de 2003.

## Historia
La Congregación de las Hermanas de la Providencia llegó desde Canadá a Valparaíso en el siglo XIX para hacerse cargo de los niños huérfanos de la ciudad, adquiriendo un terreno a los pies del cerro Merced para la construcción del Asilo de la Providencia, el 14 de febrero de 1859.  En ese lugar transformaron una antigua bodega en una capilla, que fue destruida por un incendio el 15 de julio de 1880.
La segunda capilla que fue construida en el lugar fue destruida por el terremoto de 1906, por lo que se inició la construcción de una tercera capilla, construcción financiada por Juana Ross de Edwards, quedando inconclusa y finalmente demolida en 1917, luego del fallecimiento de la benefactora.
La capilla definitiva fue proyectada por el arquitecto francés Víctor Auclair, e inaugarada el 4 de julio de 1920, siendo uno de los primeros edificios en hormigón armado del país. Este templo fue seriamente dañado por el terremoto de 1985, y fue inhabilitado para el culto, con el fin de ejecutar estudios para su remodelación, que nunca se concretó. Su deterioro aumentó aún más por el terremoto de 2010.
En el año 2012 se presentó un proyecto para verificar los daños que le produjeron al edificio los terremotos, para así poder dar base a una futura remodelación y reconstrucción de la capilla.

## Descripción
La capilla presenta un estilo historicista, con adición de algunos elementos neorrenacentistas y neomanieristas, que se adaptan correctamente a la estructura de hormigón armado. Presenta tres naves en el templo y un cuerpo horizontal que lo cruza y que arma el frontis hacia la calle Hontaneda.
Su fachada está compuesta de un cuerpo central que se retrae con respecto a la fachada de las naves laterales, generando la zona de acceso con balcones y escalinatas. Según su ficha de Monumento Histórico, elaborada por el Consejo de Monumentos Nacionales, "Es relevante el juego volumétrico entre la iglesia de tres naves y un cuerpo horizontal extenso que se le cruza configurando la fachada hacia Hontaneda. El frontis se compone de un cuerpo central que se retrae respecto al plomo de fachada de los volúmenes laterales, configurando la zona de ingreso con escalinatas laterales y balcón. Sobre el ingreso surge una solución de frontón triangular apoyado en dos pares de columnas con énfasis, que enmarcan la puerta de acceso coronada por un arco de medio punto. A nivel del crucero se levanta un domo cupular con ventanas ojo de buey, desde el que se constituye un remate con torrecilla de punta igualmente cupular".
Después del terremoto de 1985, perdió la torrecilla, o linterna, que coronaba su cúpula.